# 디온테 버튼 (1994년)

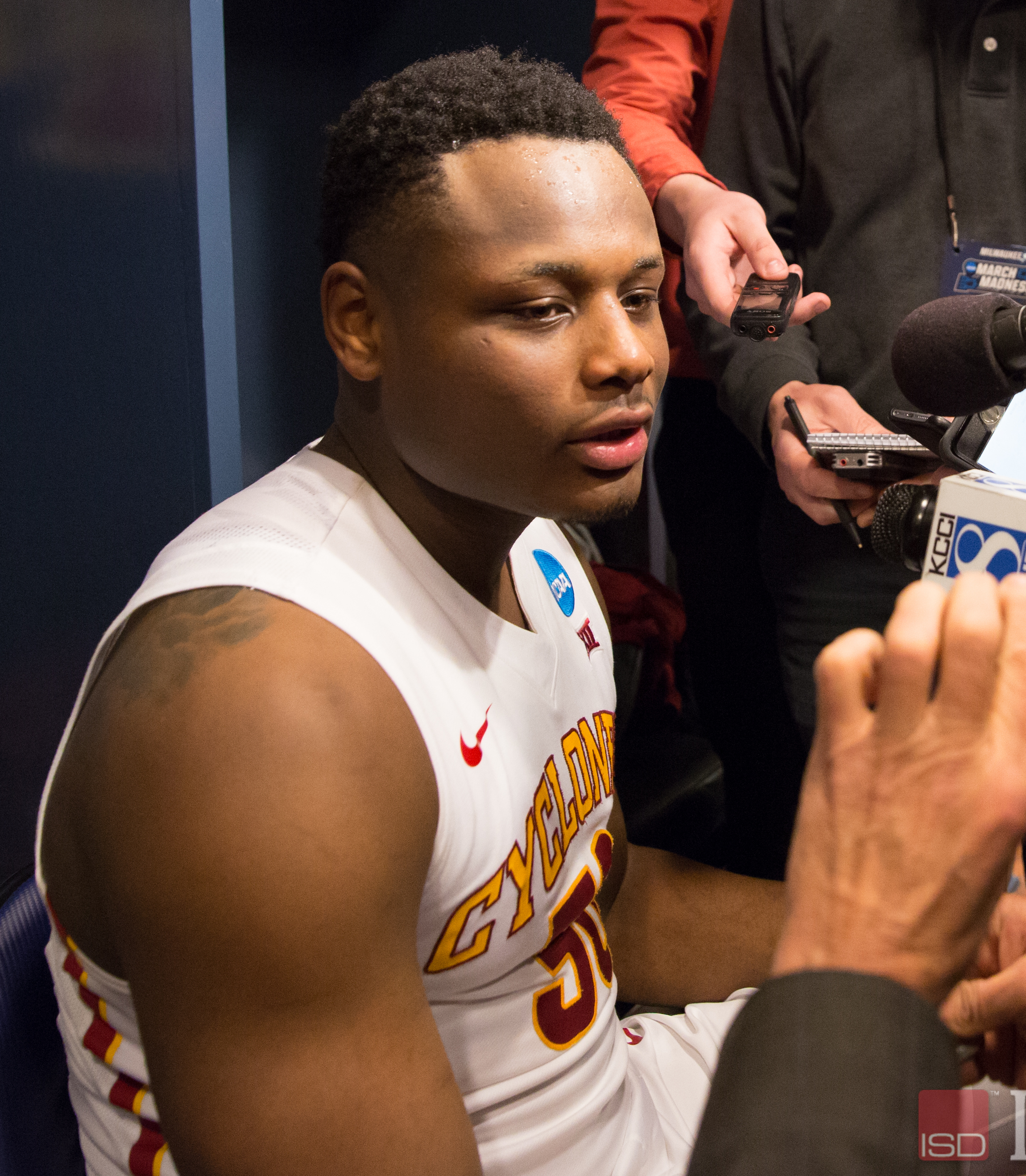

디온테 버튼(Deonte Burton, 본명: Deonte DeAngelo Burton, 1994년 1월 31일 ~ )은 발론세스토 슈페리어 나시오날(BSN) 소속 메츠 드 과이나보의 미국 프로 농구 선수이다. 마켓 골든 이글스와 아이오와 스테이트 사이클론스에서 대학 농구를 했다.

## 프로 경력
- 원주DB프로미(2017~2018)
- 오클라호마시티 썬더(2018~2020)
- 메인 셀틱스 (2021-2022)
- 새크라멘토 / 스톡턴 킹스 (2022~현재)
- 메츠 드 과이나보(2024~현재)